# Race Imboden
Race Alick Reid Imboden (* 17. dubna 1993 Tampa) je americký sportovní šermíř (fleretista). Je členem United Fencing Academy v Los Angeles a jeho trenérem je Stefano Cerioni.
Na mistrovství světa juniorů v šermu vyhrál v letech 2011 a 2012 soutěž družstev. Na mistrovství světa v šermu získal s americkým družstvem zlatou medaili v roce 2019 a stříbrné v letech 2013, 2017 a 2018. Na Olympijských hrách 2016 skončil s družstvem na třetím místě. Na Panamerických hrách v roce 2019 vyhrál soutěž družstev a byl třetí mezi jednotlivci.
Při slavnostním vyhlášení vítězů na Panamerických hrách v Limě poklekl při americké hymně na jedno koleno. Svoje gesto vysvětlil jako protest proti „rasismu, držení zbraní, krutému zacházení s imigranty a prezidentovi, který rozsévá nenávist.“ Olympijský výbor Spojených států amerických mu za zakázanou politickou demonstraci udělil dvanáctiměsíční podmínečný trest.
Je studentem St. John's University. Vedle sportu se věnuje také modelingu (pracuje pro agenturu Wilhelmina Models). Jeho zálibou je hip hop a vystupuje jako DJ.